# جوديث لويس هيرمان
جوديث لويس هيرمان (بالإنجليزية: Judith Lewis Herman)‏ هي طبيبة نفسية ومؤلفة أمريكية، ولدت في 31 مارس 1942 في نيويورك في الولايات المتحدة.